# .45-70

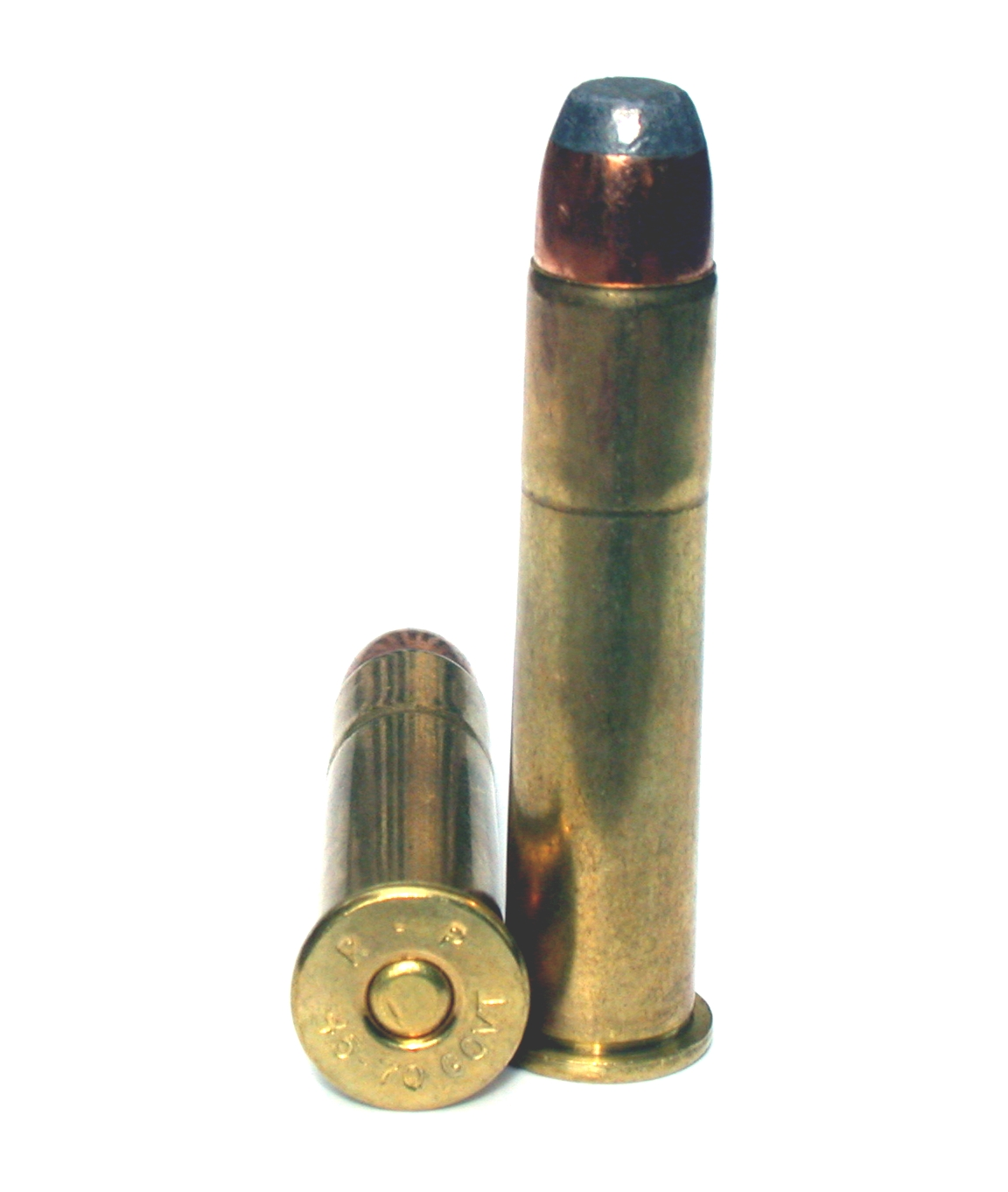
O cartucho .45-70 Government.

O .45-70, também conhecido como .45-70 Government, é um cartucho de fogo central de pólvora negra, desenvolvido no Arsenal Springfield do Exército dos EUA e introduzido em 1873 para uso no Springfield Model 1873. Esse novo cartucho, conhecido pelos colecionadores como o "Trapdoor Springfield", substituiu o .50-70 Government, que foi adotado em 1866, um ano após o fim da Guerra Civil Americana.